# 発煙筒

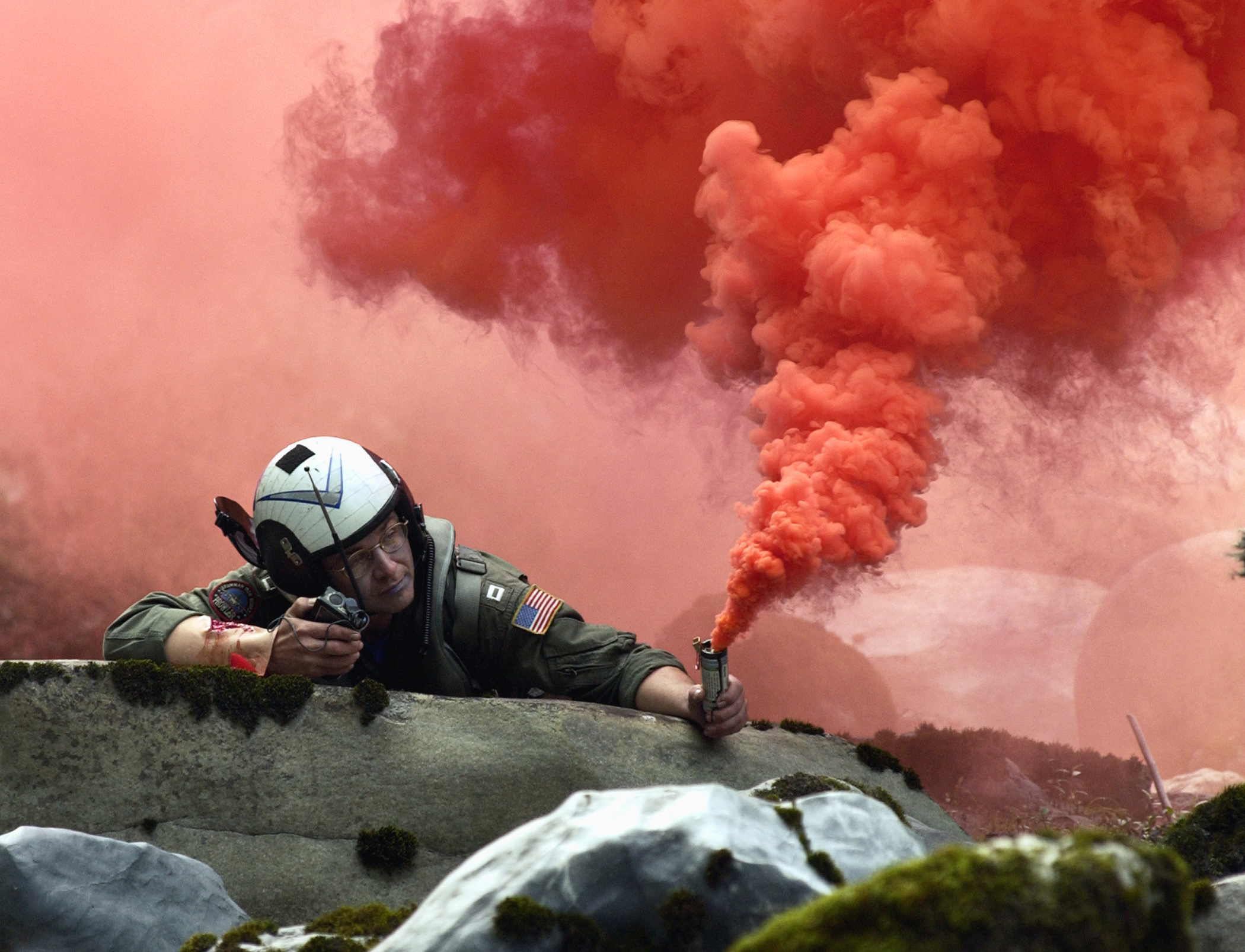
アメリカ海軍の航空救難訓練において、携帯通信機と発煙筒により自己位置を標識する要救助者

発煙筒（はつえんとう）は、火薬を用いて点火することにより、大量の煙を吹き上げ狼煙を上げる器具である。花火の原理を利用している。

## 用途

### 民間用

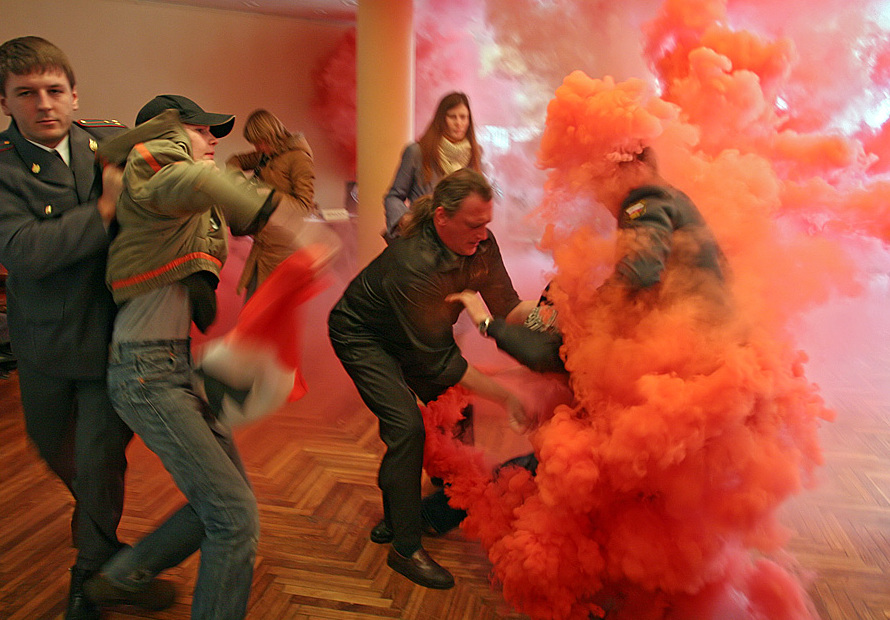
妨害のため屋内で発煙筒を使用する国家ボリシェヴィキ党

- 山岳や海上での遭難の際などに、遠方からの被視認性を高めるために用いられる。民間船では他船を追い払うためにも使用されることがある[1]。
- ヨーロッパや日本の一部では、サッカーの試合の応援にも使われる。ただし、煙で視界が塞がると試合の続行が難しくなることがあるため、Jリーグでは統一禁止事項[2]により発煙（炎）筒やバルサン・ドライアイス・爆竹や花火、ガスホーンなど、煙を発生させ、試合を妨害させると思わせるものについては原則として持参禁止となっているなど、世界的に規制が強くなっている[3]。
- 映画の撮影や舞台の演出、消防・避難訓練において火災の煙の代用として使われる。燃焼による煙ではなく、ドライアイスによる湯気を放出するスモークマシンが利用される（火災感知器が反応してしまうので熱源除去がされる）。
- 妨害行為として遭難用の発煙筒が使用されることもある。

### 軍事用
軍事用途としては、以下の用途などに用いられる。なお、手榴弾および砲弾として用いられるものは発煙弾と称される。これらは、通常なら点火装置が組み込まれ、投擲や発射後に点火・発煙する点で発煙筒とは異なる。
- 敵からの隠蔽（煙幕）
- 砲撃・爆撃目標の指示
- 煙の色・個数を用いた命令・情報の伝達
- ガスマスクを装着する訓練において有毒ガスの代用として使われることもあるが、現代では無害化されたガスを発生する訓練装置が登場している。